# Hans-Georg Schultz-Gerstein
Hans-Georg Schultz-Gerstein (* 18. September 1942 in Hamburg) ist ein deutscher Jurist, Wissenschaftler und Wissenschaftsmanager. Er war von 1998 bis 2004 Präsident der Universität der Bundeswehr Hamburg.

## Leben
Hans-Georg Schultz-Gerstein ist ein Sohn des Juristen Günther Schultz (1911–1993) und Charlotte Gerstein (1919–2006). Sein jüngerer Bruder war der Journalist Christian Schultz-Gerstein.
Er legte 1963 an der Albrecht-Thaer-Schule vor dem Holstentor in Hamburg das Abitur ab und war bis 1965, zunächst als Wehrpflichtiger, dann als Zeitsoldat Reserveoffizieranwärter bei der Bundeswehr. Er erreichte den Dienstgrad eines Obersts d. R.
Er studierte von 1965 bis 1969 Rechtswissenschaften und Kunstgeschichte an der Ludwig-Maximilians-Universität München und der Universität Hamburg. Er beendete das Studium mit dem Ersten juristischen Staatsexamen und begann mit einem Stipendium der italienischen Regierung an der Universität Florenz eine rechtsvergleichende Dissertation. 1973 wurde er an der Justus-Liebig-Universität Gießen im Zivilrecht mit der Dissertation Der Kauf unter Eigentumsvorbehalt im deutschen und italienischen Recht unter besonderer Berücksichtigung der Rechtsstellung des Käufers zum Dr. jur. promoviert. 1974 legte er das Assessorexamen in Hamburg ab.
Nach dem Berufseinstieg bei der Deutschen Forschungsgemeinschaft war er von 1975 bis 1981 an der Hochschule der Bundeswehr Hamburg tätig. Er war u. a. Leiter des Senatssekretariats, Leiter des zentralen Prüfungsamtes, Senatsbeauftragter für „Kunst am Bau“ und Pressesprecher der Bundeswehruniversität. 1981 wurde er Kanzler der Hochschule Lüneburg. Von 1998 bis 2004 war er Präsident der Universität der Bundeswehr Hamburg, der unter seiner Leitung der Name „Helmut-Schmidt-Universität“ verliehen wurde. 
Schultz-Gersteins wissenschaftliche Schwerpunkte sind verfassungsrechtliche Fragen des Kriegsdienstverweigerungsrechts und des Wissenschaftsrechts. Mit seiner These, das Gewissen sei nicht justitiabel, stellt er sich mit mehreren Veröffentlichungen gegen die herrschende Meinung und die Rechtsprechung des Bundesverfassungsgerichts zur Kriegsdienstverweigerung. Juristisch schlüssig wurde das bisher nicht widerlegt. Bei der Auseinandersetzung mit dem Hochschulrahmengesetz untersuchte er insbesondere die rechtlichen Mängel der sogenannten „Einheitsverwaltung“, nämlich das Spannungsfeld zwischen akademischer Selbstverwaltung, bei der die Wissenschaftsfreiheit Vorrang hat, und der Staatsverwaltung, die gesetzlich gebunden und reglementiert wird. Auch hier weicht er von der herrschenden Meinung ab. In einem Kommentar zum Hochschulrahmengesetz hat er das Landeshochschulrecht von Niedersachsen bearbeitet. Die deutsche Bildungspolitik hat er in seinem Berufsleben mit zahlreichen Beiträgen in Fachzeitschriften und Vorträgen begleitet. Bei einem Forschungsaufenthalt in den USA mit einem Fulbright-Stipendium für Bildungsexperten untersuchte er die Wettbewerbsbedingungen amerikanischer Universitäten und verglich die deutsche und amerikanische Bildungswelt.
Von 1997 bis 2011 war er Vorstandsvorsitzender des DAAD-Freundeskreises Bonn und seit 2003 Vorstandsmitglied der Jutta-Heidemann-Stiftung in Erfurt, seit 2010 deren Vorsitzender.